# 清水邦廣
清水邦廣（日语：／ Kunihiro Shimizu，1986年8月11日—），福井縣福井市品ヶ瀬町出身。是日本男子排球運動員，前日本國家男子排球成員。目前效力於日本排球聯賽V1隊伍松下黑豹，位置為副攻手。

## 職業生涯
清水就讀上宇坂小學四年級時，受到在媽媽排球隊打排球的母親影響，加入「上宇坂スポーツ少年団」開始接觸排球。而後從福井工業大学附属福井高等学校畢業、進入東海大學就讀。
2007年，正值20歲、仍為大學生的清水以副攻手的位置被選入全日本排球代表。在2007年世界排球聯賽東京大會時受到緊急招募，在隔天的比賽作為日本代表出場比賽，此為清水的出道賽。同年的世界盃排球賽中，活躍於場上為隊伍帶來首勝的貢獻。12月16日在青山記念體育館舉行的全日本大學選手大會中、身為日本隊總教練的植田辰哉給予清水激勵的喊話。
2008年，與福澤達哉同樣以21歲的年齡，成為北京奧運最年輕的日本男排隊員並出場比賽。
2009年4月，加盟日本排球聯賽V1隊伍松下黑豹。在11月舉辦的世界大冠軍盃排球賽中，憑著讓日本男子隊睽違32年獲得國際賽的銅牌的貢獻，清水榮獲該賽事「得分王」的獎項。2009-2010賽季V聯賽松下黑豹睽違2年獲得聯賽冠軍，清水因此獲得最高殊榮選手獎、扣球獎，並獲選最佳6人。 
2010年，憑著松下黑豹在黑鷲旗選拔大會3連霸的貢獻，連續2年榮獲「黑鷲賞」。
因左手手背受傷，未被選入2013年世界排球聯賽的隊員名單（22人）中。而同年9月被選為2014年世界排球錦標賽亞洲區最終資格選拔的隊員（12人）之一。
2013/14賽季的V聯賽中，清水在松下黑豹獲得睽違兩年冠軍有著巨大貢獻，自身也再度獲得MVP，以及獲選最佳6人、扣球獎等獎項。
2015年8月舉行的第18屆亞洲排球錦標賽於比賽中對隊伍有巨大貢獻，自己也在本次比賽中獲得MVP的榮耀。
2018年2月18日進行的V聯賽決賽，於對陣JT雷霆廣島的第一局途中，在一次扣球後落地時不慎扭傷右膝，造成右膝前十字韌帶及內側側韌帶斷裂，還有半月板損傷、軟骨損傷等需要至少一年才能痊癒的嚴重傷害。其後歷經多次手術、不斷復健才重返球場，出賽2019-2020賽季的日本排球聯賽，並連續獲得2屆敢鬥賞。
2021年東京奧運排球賽中，雖然作為新生王牌・西田有志的替補副攻，也在場上替日本隊晉級八強貢獻一己之力。不過在八強賽中負於巴西隊，日本隊止步八強。賽後在自己的Instagram帳號發表從國家隊退役的想法，但仍會繼續從事排球運動。

## 經歷
- 日本代表：2007年-2021年
  - 奧林匹克運動會：2008年、2021年(東京2020)
  - 世界盃排球賽：2007年、2011年、2015年、2019年
  - 世界排球聯賽：2007年、2008年、2009年
  - 世界大冠軍盃排球賽：2009年、2013年

## 榮譽

### 國家隊
- 2009 世界大冠軍盃排球賽： 季軍
- 2009 亞洲男子排球錦標賽： 冠軍
- 2010 亞洲運動會排球比賽： 冠軍
- 2014 亞洲運動會排球比賽： 亞軍
- 2015 亞洲男子排球錦標賽： 冠軍
- 2017 亞洲男子排球錦標賽： 冠軍
- 2019 亞洲男子排球錦標賽： 季軍

### 俱樂部
- 2009 第58屆黑鷲旗全日本選拔大會： 冠軍(松下黑豹)
- 2009-2010 日本排球聯賽V1：  冠軍(松下黑豹)
- 2010 第59屆黑鷲旗全日本選拔大會：  冠軍(松下黑豹)
- 2011-2012 日本排球聯賽V1：  冠軍(松下黑豹)
- 2012 第61屆黑鷲旗全日本選拔大會：  冠軍(松下黑豹)
- 2012-2013 日本排球聯賽V1：  亞軍(松下黑豹)
- 2013 第62屆黑鷲旗全日本選拔大會：  亞軍(松下黑豹)
- 2013-2014 日本排球聯賽V1：  冠軍(松下黑豹)
- 2014 第63屆黑鷲旗全日本選拔大會：  冠軍(松下黑豹)
- 2015-2016 日本排球聯賽V1：  亞軍(松下黑豹)
- 2017-2018 日本排球聯賽V1：  冠軍(松下黑豹)
- 2018-2019 日本排球聯賽V1：  冠軍(松下黑豹)
- 2019 亞洲男子排球俱樂部錦標賽：  亞軍(松下黑豹)
- 2019-2020 日本排球聯賽V1：  亞軍(松下黑豹)
- 2020-2021 日本排球聯賽V1：  亞軍(松下黑豹)
- 2021-2022 日本排球聯賽V1： 季軍(松下黑豹)

### 個人榮譽
- 2009年 - 第58屆黑鷲旗全日本選拔大會：黑鷲賞（最高殊榮選手獎）、最佳6人
- 2009年 - 世界大冠軍盃排球賽：得分王
- 2010年 - 2009-10日本排球聯賽V1：最高殊榮選手獎、扣球獎、最佳6人
- 2010年 - 第59屆黑鷲旗全日本選拔大會：黑鷲賞、最佳6人
- 2011年 - 2010-11日本排球聯賽V1：最佳6人
- 2012年 - 2011-12日本排球聯賽V1：最佳6人
- 2014年 - 2013-14日本排球聯賽V1：MVP、最佳6人、扣球獎
- 2014年 - 第63屆黑鷲旗全日本選拔大會：黑鷲賞、最佳6人
- 2015年 - 亞洲男子排球錦標賽：MVP
- 2016年 - 2015-16日本排球聯賽V1：敢鬥賞、最佳6人
- 2018年 - 2017-18日本排球聯賽V1：最佳6人
- 2019年 - 亞洲男子排球俱樂部錦標賽：最佳副攻手
- 2020年 - 2019-20日本排球聯賽V1：敢鬥賞、V聯賽榮譽獎（出場達10季、230場以上）
- 2021年 - 2020-21日本排球聯賽V1：敢鬥賞

## 所屬球隊
- 上宇坂スポーツ少年団
- 福井市立美山中学校
- 福井工業大学附属福井高等学校
- 東海大學
- 松下黑豹（2009年- ）

## 個人生活
- 慣用手為左手。
- 與同樣出身於福井市的籃球選手石崎巧為好友。
- 2014年12月25日和歌手中島美嘉結婚[13]，2018年2月3日宣布離婚。[14]
- 2022年1月12日宣布已於前一日(11日)再婚。[15]
- 2022年9月3日在Instagram帳號上宣布女兒出生。[16][17]

## 外部連結
- 松下黑豹選手介紹 （页面存档备份，存于）
- 清水邦廣的X（前Twitter）
- 清水邦廣的Instagram帳戶

| 獎項                 | 獎項                                     | 獎項                  |
| -------------------- | ---------------------------------------- | --------------------- |
| 前任： 赛义德·马鲁夫 | 亞洲男子排球錦標賽 最有價值球員 2015     | 繼任： 石川祐希       |
| 前任： Aimal Khan    | 亞洲男子排球俱樂部錦標賽 最佳副攻手 2019 | 繼任： Felipe Bandero |